# Остриця (Острицька сільська громада)
О́стриця — село в Україні, у Чернівецькій області, Чернівецькому районі. Центр Острицької сільської громади.
Цікавим фактом є те, що багато людей, переважно місних, для позначки села Остриця (Острицька сільска громада) і досі вживають: "Остриця з Герцаївського району", не дивлячись на те, що такої адмінистративно-теріторіальної одиниці більше не існує. 
Серед місних це робиться задле того, щоб відрізняти Село Остриця (Острицька сільска громада) від села Остриця (Магальська сільска громада), яке розташоване зовсім поруч, але на другому березі річки Прут, тобто на лівому, але відноситься до зовсім другої громади.  
До адміністративно-територіальної реформи, село Остриця Магальскої сільскої громади, навіть входило до складу зовсім другого району, тобто до Новоселицького

## Історія
Перша згадка у документах про поселення від 15 березня 1490 року.
З першої згадки по 1775 рік поселення перебувало у складі Молдавського Князівства (вассал Османської Імперії).
у 1775 поселення, як і всі землі пінічної Буковини увійшли до складу Галицького королівства, яке входило до складу Австрійської імперії, у 1849 увійшло до окремої коронної землі, у складі якої поселення перебувало до розвалу Габсбурзької Монархії у 1918.
після розпаду Австро-Угорщини поселення увійшло до складу Румунії, в якому перебувало 20 років. Під час цього періоду, поселення та взагалі землі північної Буковини дуже сильно Румунізувались, переважна частина населення стала скаладатись з Румунів, тим самим більша частка населення села розмовляла Румунською мовою. Наслідкі Румунізації населення під час правління Румунії помітні і зараз.
Після чого землі північної Буковини разом з селом Остриця були анексовані СРСР та увійшли до складу Української РСР, у складі якої перебували до отримання Україною незалежності у 1991 році. 
З 24 серпня 1991 року село входить до складу незалежної України.

## Населення

### Мова
Розподіл населення за рідною мовою за даними перепису 2001 року:
| Мова            | Кількість | Відсоток |
| --------------- | --------- | -------- |
| румунська       | 3455      | 93.73%   |
| українська      | 183       | 4.97%    |
| російська       | 34        | 0.92%    |
| вірменська      | 5         | 0.14%    |
| польська        | 3         | 0.08%    |
| угорська        | 2         | 0.05%    |
| єврейська       | 2         | 0.05%    |
| білоруська      | 1         | 0.03%    |
| інші/не вказали | 1         | 0.03%    |
| Усього          | 3686      | 100%     |

Національний склад населення за даними перепису 1930 року у Румунії:
| Національність | Кількість осіб | Відсоток |
| -------------- | -------------- | -------- |
| румуни         | 2064           | 97,96 %  |
| українці       | 15             | 0,71 %   |
| євреї          | 11             | 0,52 %   |
| поляки         | 9              | 0,43 %   |
| німці          | 7              | 0,33 %   |
| росіяни        | 1              | 0,05 %   |

Мовний склад населення за даними перепису 1930 року:
| Мова       | Кількість осіб | Відсоток |
| ---------- | -------------- | -------- |
| румунська  | 2070           | 98,24 %  |
| українська | 17             | 0,81 %   |
| німецька   | 11             | 0,52 %   |
| польська   | 9              | 0,43 %   |